# Abril Okon
Abril Okon (* 28. Juli 2004) ist eine argentinische Leichtathletin, die sich auf den Hochsprung spezialisiert.

## Sportliche Laufbahn
Erste internationale Erfahrungen sammelte Abril Okon im Jahr 2021, als sie bei den Südamerikameisterschaften in Guayaquil mit übersprungenen 1,71 m den sechsten Platz belegte. Anschließend scheiterte sie bei den U20-Südamerikameisterschaften in Lima drei Mal an der von ihr gewählten Einstiegshöhe und belegte in 3:47,67 min den vierten Platz in der gemischten 4-mal-400-Meter-Staffel. Im September belegte sie dann bei den U18-Südamerikameisterschaften in Encarnación mit 1,60 m den fünften Platz. 2024 brachte sie bei den U23-Südamerikameisterschaften in Bucaramanga kein Höhe zustande.
2021 wurde Okon argentinische Meisterin im Hochsprung.